# رودرخت‌واران
رودرخت‌واران (نام علمی: Epidendroideae) نام یک زیرخانواده از تیره ثعلبیان است.